# Chiesa di San Nicola (Berlino)
La chiesa di San Nicola, in tedesco Nikolaikirche, è una chiesa di Berlino, che si trova nel Nikolaiviertel (nel quartiere Mitte).
È posta sotto tutela monumentale (Denkmalschutz).

## Storia

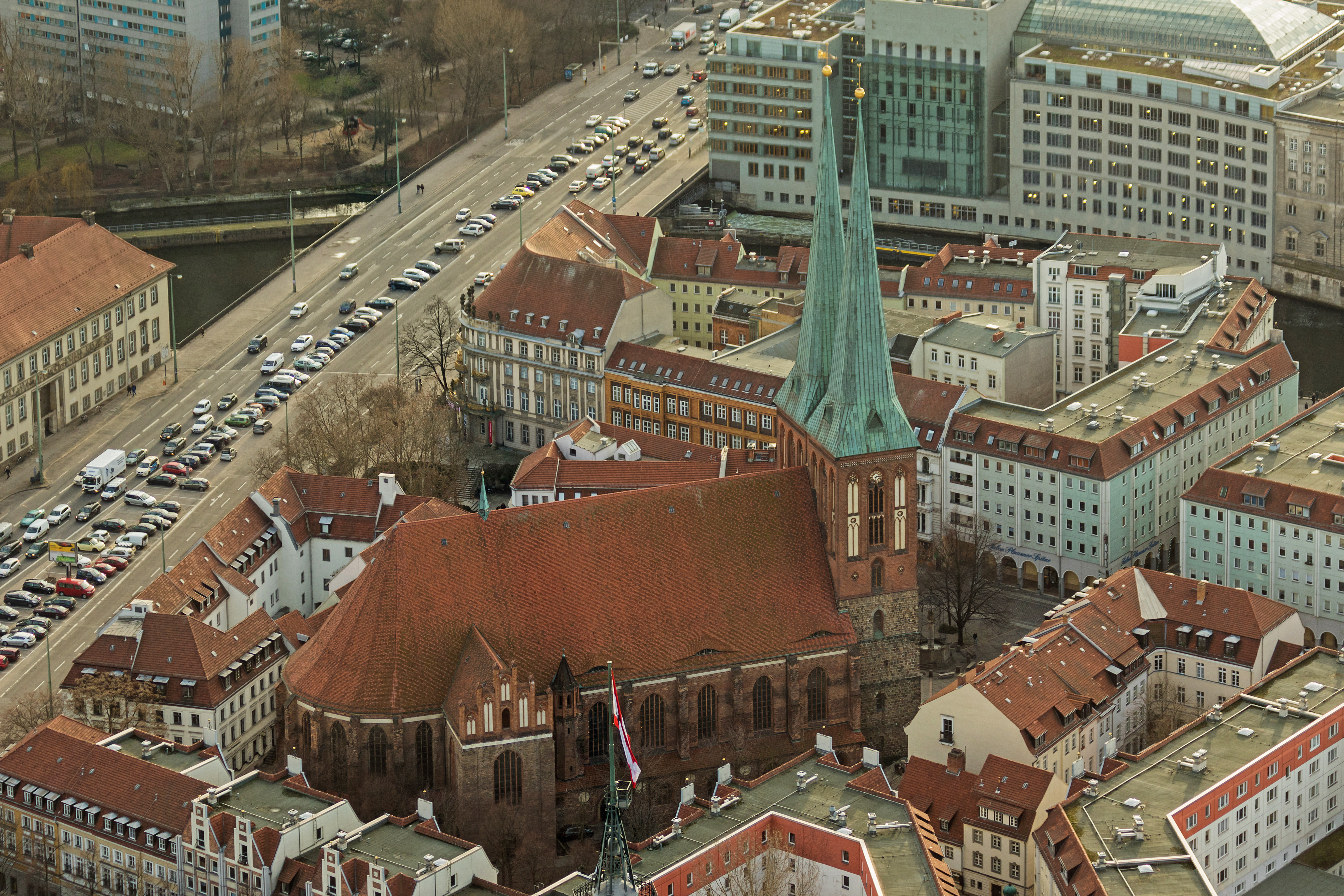
Veduta dal Fernsehturm.

L'interno.

La chiesa è il più antico edificio dedicato al culto che si trova in questa zona, infatti la struttura originaria risale al 1230 circa.
La chiesa assunse l'aspetto attuale intorno al 1300, mentre il presbiterio venne completato intorno al 1400. Comunque il completamento della chiesa continuò fino a tutta la metà del XV secolo. L'edificio che ne risultò fu una chiesa in stile gotico in laterizio, con un coro con deambulatorio ed una serie di basse cappelle.
Nel 1877 iniziarono i lavori di restauro, diretti da Hermann Blankenstein, che eliminò tutte le aggiunte barocche e ricostruì le torri della facciata, che sono oggi il simbolo del quartiere.
La chiesa venne distrutta dai bombardamenti e rimase in rovina fino all'inizio degli anni ottanta. I lavori di ricostruzione, compresi nell'intervento sul Nikolaiviertel, furono completati nel 1987, in occasione del 750º anniversario della fondazione della città.
Oggi la chiesa, sconsacrata, è adibita a museo e viene gestita dalla Stiftung Stadtmuseum Berlin.

### Testi di approfondimento
- (DE) Gustav Leh, Die St.-Nikolai-Kirche zu Berlin, Berlino (Est), 1961.
- (DE) Erwin Reinbacher, Die älteste Baugeschichte der Nikolaikirche in Alt-Berlin, Berlino (Est), 1963.
- (DE) Klaus Wieja, Die Nikolaikirche in Berlin, in Architektur der DDR, Berlino, VEB Verlag für Bauwesen, gennaio 1988,  pp. 9-15, ISSN 0323-3413 (WC · ACNP).